# أساهي اينو
أساهي اينو (باليابانية: 井上あさひ؛ بالكانا: いのうえ あさひ) هي مذيعة ‏ يابانية، ولدت في 17 يوليو 1981 في تامانو في اليابان.